# Deroduwur
Deroduwur is een bestuurslaag in het regentschap Wonosobo van de provincie Midden-Java, Indonesië. Deroduwur telt 3186 inwoners (volkstelling 2010).